# Sodio propilparaben
Il sodio propilparaben è il sale di sodio dell'estere dell'acido 4-idrossibenzoico e dell'1-propanolo.
A temperatura ambiente si presenta come un solido bianco quasi inodore. È un composto irritante.
Trova impiego come conservante alimentare, identificato dal numero E217.